# مقاطعة أورانجبورغ (كارولاينا الجنوبية)
مقاطعة أورانجبورغ (بالإنجليزية: Orangeburg County, South Carolina)‏ هي إحدى مقاطعات ولاية كارولاينا الجنوبية في الولايات المتحدة. ، بلغ عدد سكانها 92501 نسمة في عام 2010 حسب إحصاء مكتب تعداد الولايات المتحدة وتصل الكثافة السكانية فيها 32.3 نسمة/كم2.

## معرض صور

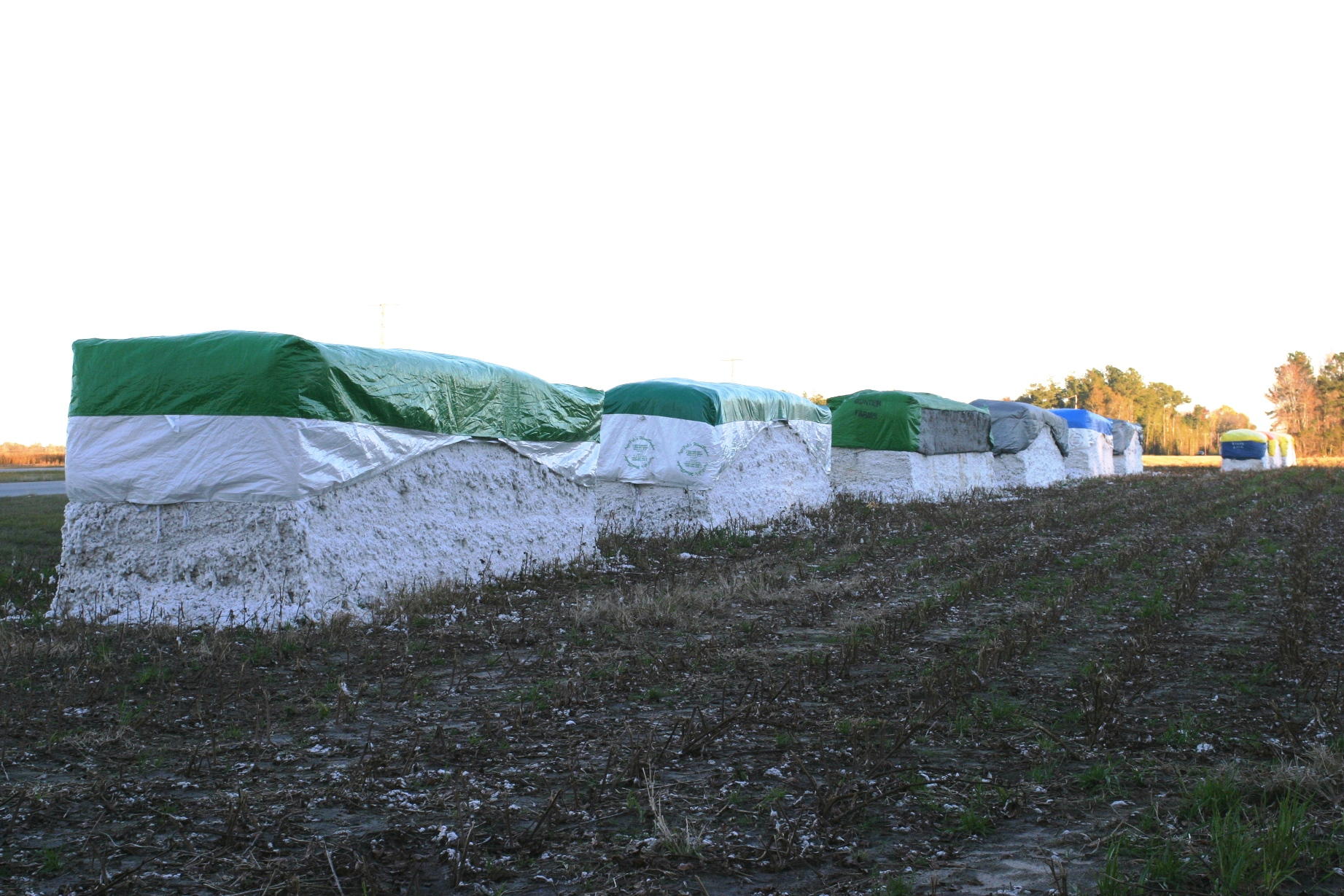
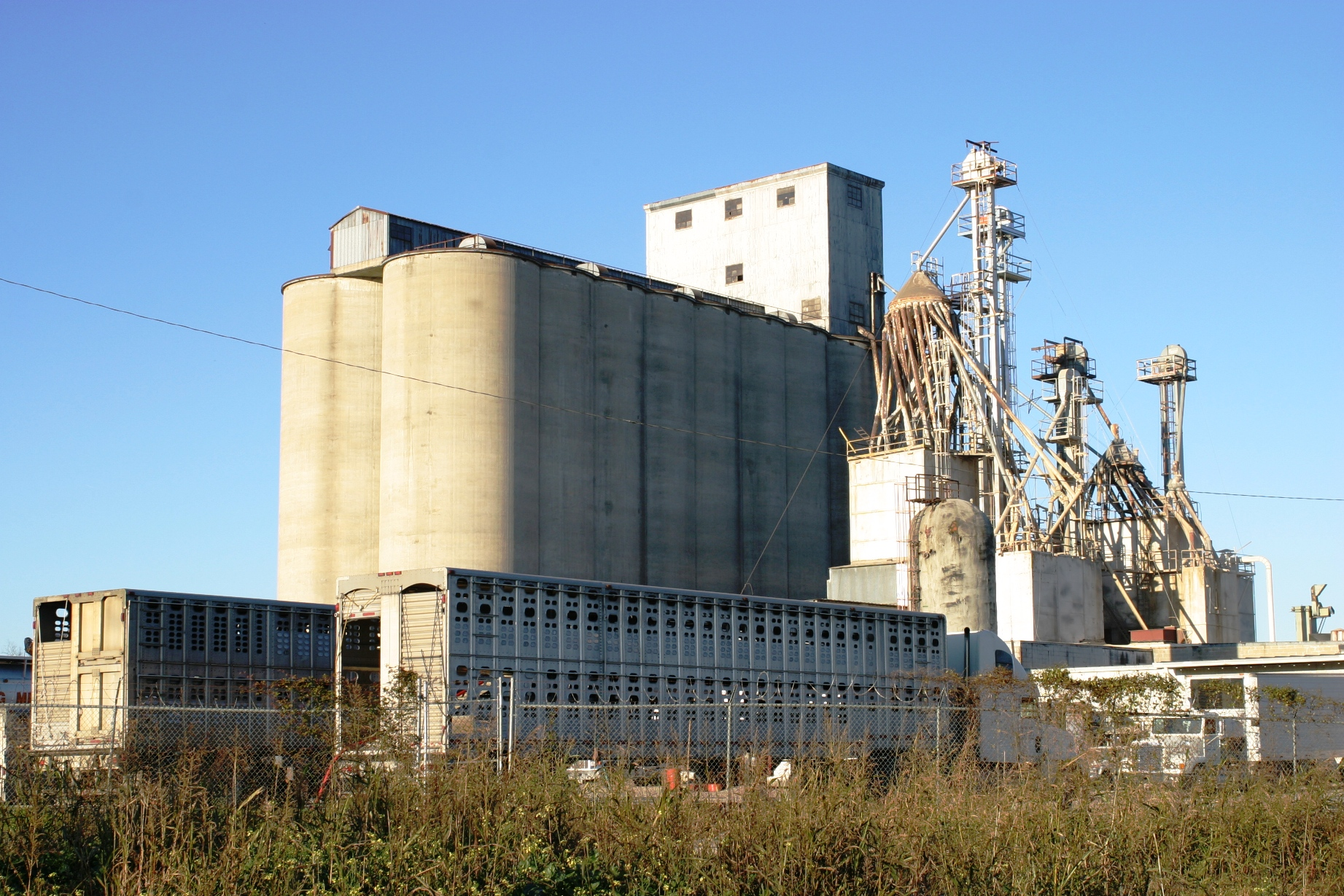
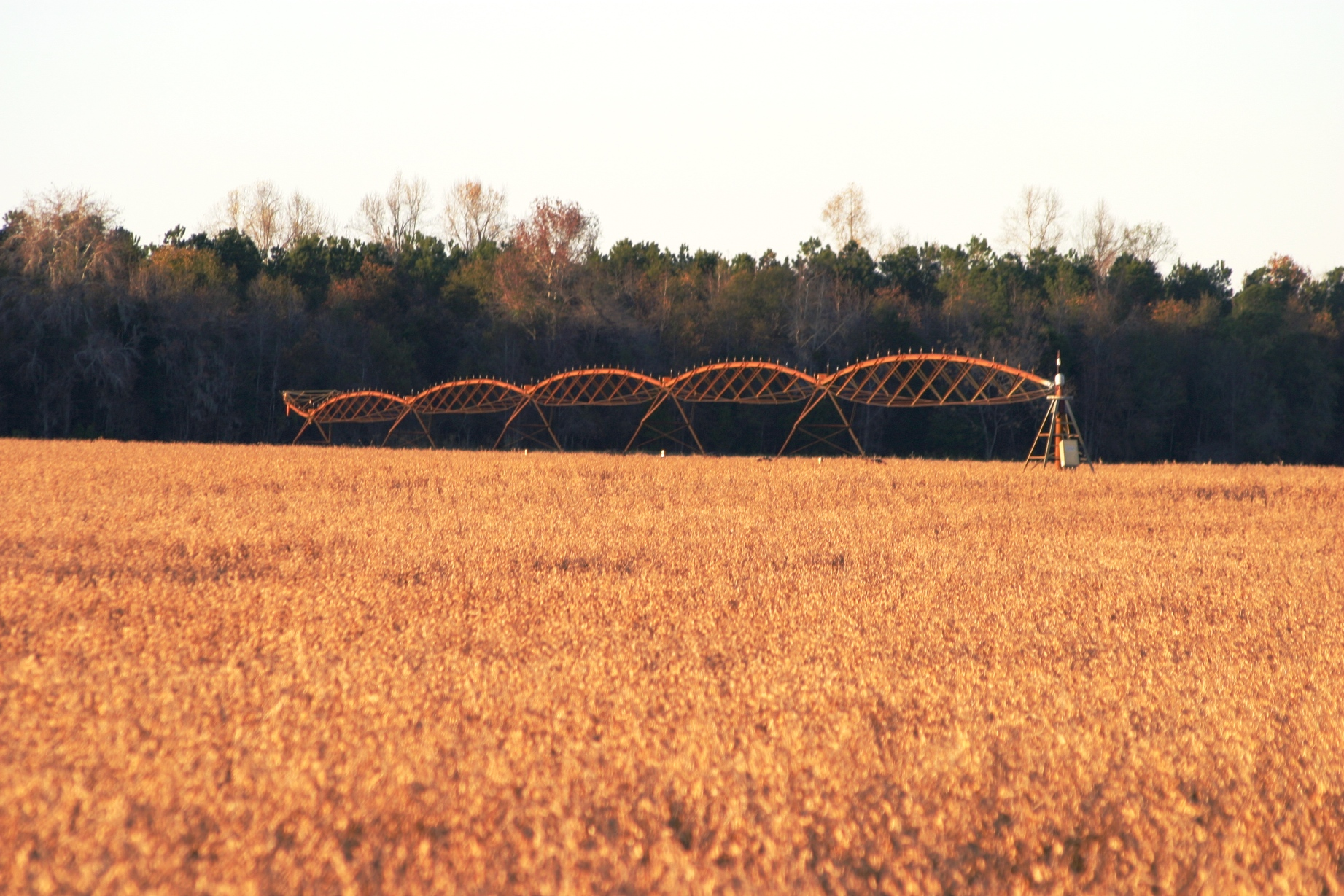

## أعلام
- أندرو ر غوفان

## وصلات خارجية
- www.orangeburgcounty.org
- United States Counties